# لیانناکاتووا
لیانناکاتووا (به لاتین: Liyannakatuwa) یک منطقهٔ مسکونی در سری‌لانکا است که در استان جنوبی (سری‌لانکا) واقع شده‌است.